# جودل فرلاند
جودل فرلاند (انگلیسی: Jodelle Ferland؛ زاده ۹ اکتبر ۱۹۹۴) یک هنرپیشه اهل کانادا است. وی از سال ۱۹۹۶ میلادی تاکنون مشغول فعالیت بوده‌است.
از فیلم‌ها یا برنامه‌های تلویزیونی که وی در آن نقش داشته‌است می‌توان به مرد بلند قد، کلبه‌ای در جنگل، گرگ و میش: سپیده‌دم - قسمت دوم، پارانورمن، سایلنت هیل، پرونده ۳۹ و اشاره کرد.